# Техаре
Техаре (на словенски: Teharje) е село в Словения, Савински регион, община Целе. Според Националната статистическа служба на Република Словения през 2015 г. селото има 330 жители.